# Stazione di Sant'Antioco
La stazione di Sant'Antioco era una stazione ferroviaria a servizio del comune di Sant'Antioco, situata lungo la dismessa ferrovia Siliqua-San Giovanni Suergiu-Calasetta.

## Storia
La stazione, situata nel centro antiochense in una zona inizialmente di periferia ed in seguito inglobata nella cinta urbana del comune, fu realizzata negli anni venti del Novecento, nell'ambito del progetto di una rete ferroviaria a scartamento ridotto per il Sulcis-Iglesiente portato avanti dalla Ferrovie Meridionali Sarde. I lavori di costruzione della linea e della stazione furono eseguiti tra il 1923 ed il 1926, ed entrambe furono inaugurate il 13 maggio 1926, iniziando il servizio ferroviario il 23 maggio successivo. Come nelle altre stazioni costruite dalle FMS, il fabbricato viaggiatori dello scalo fu decorato da Stanis Dessy.
Lo scalo fu realizzato inoltre nelle vicinanze del porto commerciale di Is Funtaneddas (nell'area in cui con riferimento al 2015 ha sede il porto turistico e peschereccio di Sant'Antioco), alle cui banchine la stazione fu collegata da un breve raccordo.

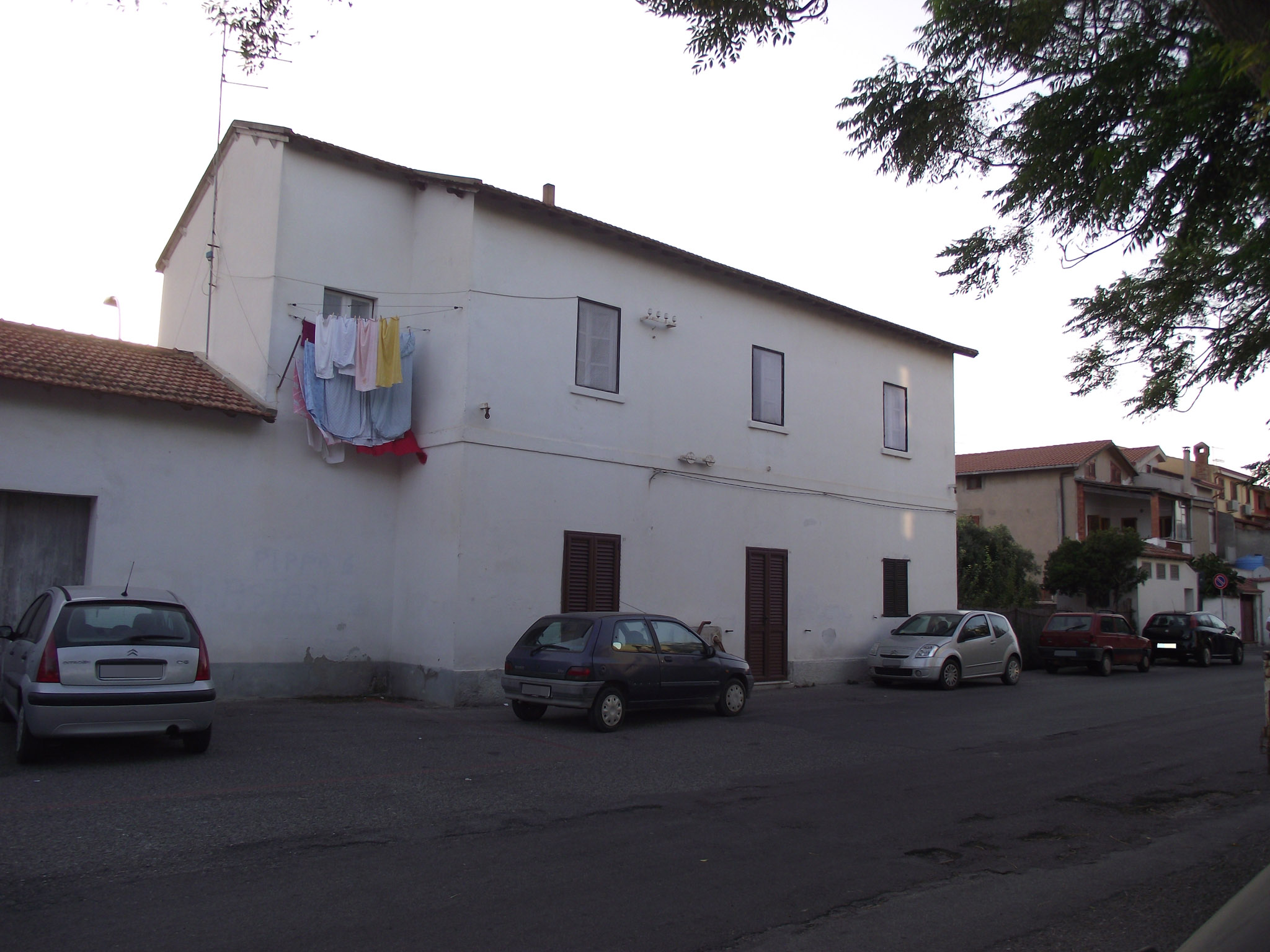
La stazione nel 2010: dopo la chiusura, il fabbricato viaggiatori è stato riconvertito per l'uso abitativo. Tra la prima e la seconda porta dell'edificio sono ancora presenti i comandi di un vicino passaggio a livello.

Nel secondo dopoguerra l'espansione urbanistica di Sant'Antioco, nonché le problematiche legate al riassetto della laguna antiochense e al collegamento tra l'isola di Sant'Antioco e la Sardegna, portarono ad ipotizzare uno spostamento della locale stazione in una posizione più vicina al porto commerciale. Ciò non accadrà data la chiusura, il 1º settembre 1974, dell'intera rete ferroviaria FMS e della stazione di Sant'Antioco, il cui possibile riutilizzo per la mai attuata riconversione del tratto tra Sant'Antioco e Carbonia (previsto dalla legge 309 del 1974) fu escluso dati i progetti di riapertura del canale di separazione tra la Sardegna e l'isola antiochense in località Ponti (sede dell'altra stazione FMS nel territorio comunale), per cui non sarebbe stato possibile costruire un nuovo ponte ferroviario con le caratteristiche conformi ai regolamenti delle Ferrovie dello Stato.
Le strutture della stazione vennero quindi riconvertite per altri usi: il fabbricato viaggiatori fu ristrutturato ed ospita al 2015 abitazioni private, mentre il piazzale di stazione è stato interamente asfaltato, ed è diventato la piazza Sandro Pertini del centro antiochense, sede di un parcheggio.

## Strutture e impianti
Dal 1974 la stazione di Sant'Antioco non è più attiva, ed il piazzale binari è stato completamente disarmato negli anni successivi alla dismissione della ferrovia Siliqua-San Giovanni Suergiu-Calasetta.
Con la stazione in attività, questa era dotata di 2 binari a scartamento da 950 mm, situati dinanzi al fabbricato viaggiatori, più un terzo binario tronco terminante dinanzi allo scalo merci dell'impianto, comprensivo di piano caricatore e magazzino (ancora esistente). In origine inoltre dal fascio binari si distaccava all'altezza degli scambi di ingresso ad ovest della stazione un raccordo per il porto commerciale del centro, non presente al momento della dismissione dell'impianto.

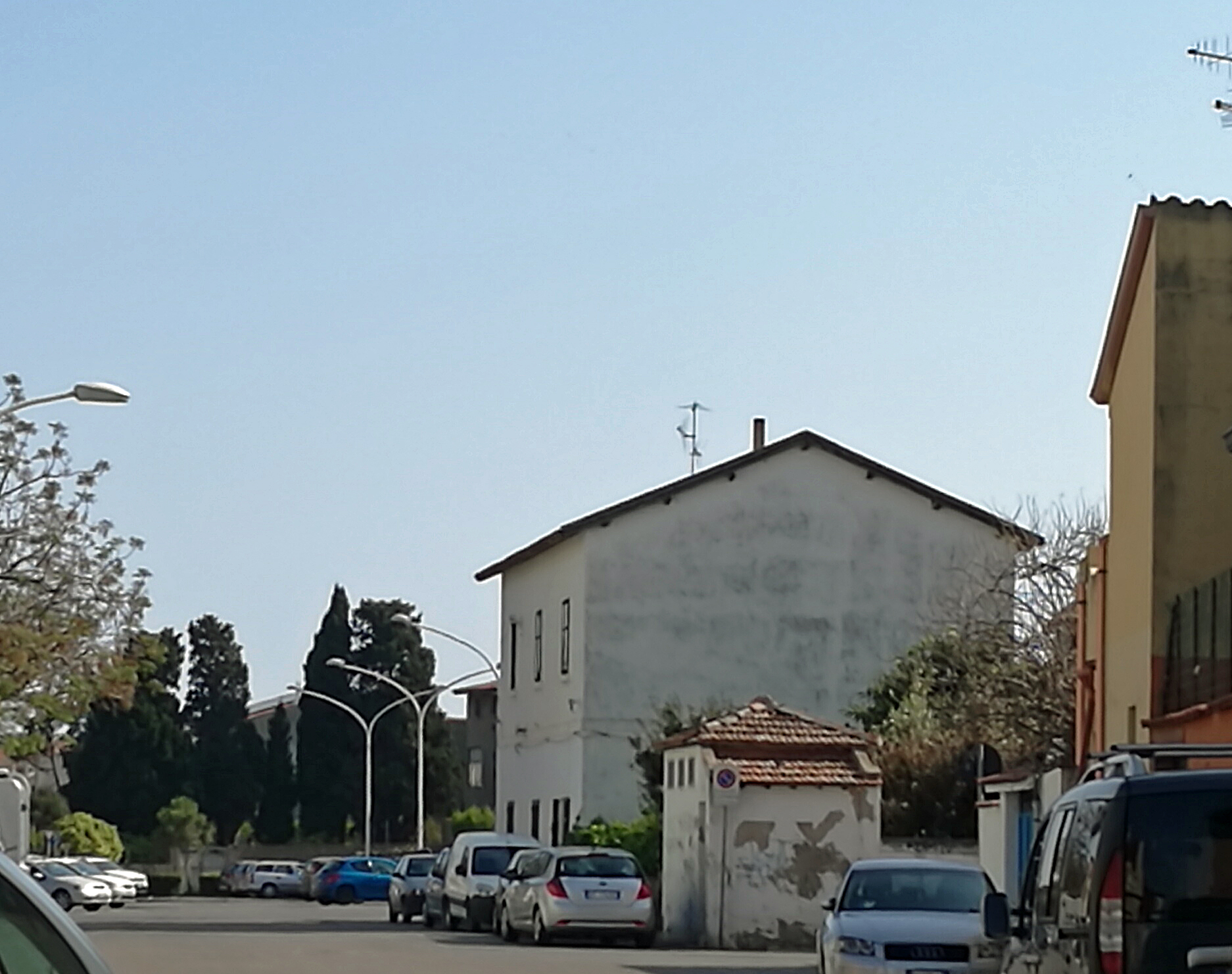
Il piazzale dell'ex stazione

Il fabbricato viaggiatori fu realizzato con le caratteristiche di edificio di II classe delle FMS, a pianta rettangolare esteso su due piani, con 3 luci sui lati maggiori e con adiacente al lato sud un magazzino merci. La gestione dell'attività ferroviaria nello scalo era a cura del locale Dirigente Movimento. In un ulteriore edificio, situato a nord del fabbricato principale, erano ospitati i servizi igienici della stazione, impiegati anche successivamente alla chiusura dell'impianto.

## Movimento
La stazione fu chiusa al servizio ferroviario il 1º settembre 1974, sino a quel momento era servita dai treni delle FMS.

## Servizi
Durante l'attività ferroviaria la stazione fu dotata dei seguenti servizi agli utenti:
- Biglietteria a sportello
- Sala d'attesa
- Servizi igienici